# دانیلو پانچنکو
دانیلو پانچنکو (انگلیسی: Danylo Panchenko؛ زادهٔ ۱۵ اوت ۱۹۷۳) ورزشکار لژسوار اهل اوکراین است.

## حرفه
وی همچنین از لژسواران در بازی‌های المپیک زمستانی ۱۹۹۸ و ۲۰۰۲ بوده‌است.